# ロード・フィネス
ロード・フィネス（英語: Lord Finesse、1970年2月19日 - ）は、アメリカ合衆国のプロデューサー、ラッパー。
本名はロバート・ホール・ジュニア（Robert Hall Jr.）。D.I.T.C.のリーダーとして知られ、アバウト・ドットコム（現・ドットダッシュ・メレディス）のヒップホップ・プロデューサー・トップ50のリストにおいて29位に位置している。

## 活動
1989年にDJマイク・スムースとともにワイルド・ピッチ・レコードとサインした。1990年にDJマイク・スムースとデュオとして取り組み、DJプレミア、ダイアモンド・D、ショウビズのプロデュースがフィーチャーされたデビュー・アルバム『ファンキー・テクニシャン』を発表した。その後、ショウビズ・アンド・A.G.とダイアモンド・DとともにD.I.T.C.を結成した（のちに、ファット・ジョー、O.C.、バックワイルド、ビッグ・Lが加わった）。1992年初頭、ソロとしてパーシー・PとAGがゲストとして参加した『リターン・オフ・ザ・ファンキー・マン』を発表した。このアルバムのタイトルトラックはホット・ラップ・シングル・チャートで13位となった。この曲にはフィネス自身がプロデュースした曲もいくつか収録されており、プロデューサーとしての活動の始まりとなった。1994年、ノトーリアス・B.I.G.の『レディ・トゥ・ダイ』の収録曲『スーサイダル・ソウツ』のプロデュースに参加した。1995年にはビッグ・Lのデビュー・アルバム『ライフスタイルズ・オヴ・ダ・プア&デンジャラス』の大部分のプロデュースを行ったほか、『ダ・グレイヴヤード』にも参加した。1996年、12インチのシングル『チェック・ザ・メソッド』でアーティストとして復帰し、アルバム『ザ・アウェイクニング』で高評価となった。このアルバムは全曲を自らプロデュースし、KRS・ワン、MC・ライト、アキニェリ、ダイアモンド・D、ショウビズ・アンド・A.G.、O.C.、キッド・カプリなど多数のアーティストがゲストとして参加した。サーダートX、ラージ・プロフェッサー、グランド・プバをフィーチャーしたシングル『アクチュアル・ファクツ』は、隠しトラックとして収録された。以後はプロデュース活動に注力し、1997年にはO.C.の『ジュエルズ』のタイトル・トラックとカポンアンドノリエガの『ザ・ウォー・レポート』の収録曲『チャンネル・10』をプロデュースした。1999年にはミックステープ『ディギン・オン・ブルー』をリリースした。その後ドクター・ドレーのアルバム『2001』の収録曲『ザ・メッセージ』をプロデュースした。1998年、ファットボーイ・スリムのアルバム『ユーヴ・カム・ア・ロング・ウェイ、ベイビー』内のシングル『ロッカフェラー・スカンク』のフックにボーカルサンプルを提供した。この曲ではビニール・ドッグスの『ビニール・ドッグス・ヴァイブ』という曲から引用したセリフがイントロの話し言葉として使用されている。2004年、ハンサム・ボーイ・モデリング・スクールのアルバム『ホワイト・ピープル』にゲストとして参加した。
2014年、ループトゥループ・ロッカーズのシングル『アナザー・ラブ・ソング』のリミックスをプロドゥースした。2020年7月には新しいリミックス・アルバム『』モータウン・ステート・オブ・マインド』をリリースした。

## ディスコグラフィ

### アルバム
| Title                                  | Album details                                                                                      | Peak chart positions |
| Title                                  | Album details                                                                                      | US R&B               |
| -------------------------------------- | -------------------------------------------------------------------------------------------------- | -------------------- |
| Funky Technician (with DJ Mike Smooth) | - Released: February 6, 1990 - Label: Wild Pitch/EMI Records - Format: CD, CS                      | 93                   |
| Return of the Funky Man                | - Released: February 11, 1992 - Label: Giant/Reprise/Warner Bros. Records - Format: CD, CS         | 95                   |
| The Awakening                          | - Released: February 20, 1996 - Label: Penalty/Tommy Boy/Warner Bros. Records - Format: CD, CS, LP | 36                   |

### シングル
| 1989 - 1990 - "Baby, You Nasty"/"Track the Movement", "Funky Technician"/"Bad Mutha", "Stricly for the Ladies"/"Back to Back Rhyming" |
| - "Return of the Funky Man"/"Fuck Em", "Party Over Here"/"Save That Shit"                                                             |
| - "Hip 2 Da Game"/"No Gimmicks", "Gameplan"/"Actual Facts"                                                                            |